# Bonnacon

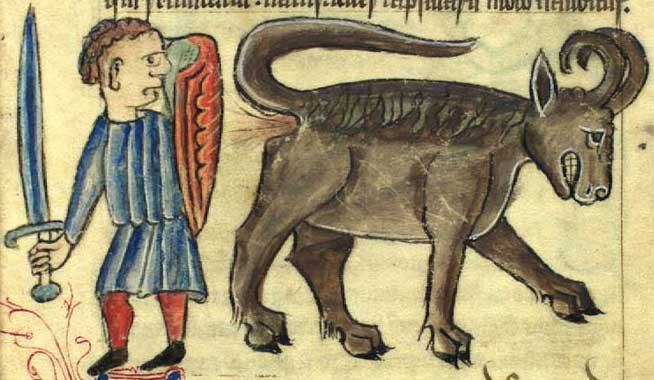
Bonnacon

El bonnacon (también llamado bonasus o bonacho) es una criatura legendaria descrita como un toro con cuernos curvos hacia adentro y crin de caballo. Los bestiarios medievales suelen representar su pelaje como marrón rojizo o negro. Debido a que sus cuernos eran inútiles para la autodefensa, se decía que el bonnacon expulsaba grandes cantidades de heces cáusticas a sus perseguidores, quemándolos y asegurando así su escape.

## Historia
La primera descripción conocida del bonnacon proviene de Plinio el Viejo en su libro Naturalis Historia:

Hay informes de un animal salvaje en Paeonia llamado bonasus, que tiene la crin de un caballo, pero en todos los demás aspectos se parece a un toro; sus cuernos están curvados hacia atrás de tal manera que no sirven para pelear, y se dice que debido a esto es capaz de huir, mientras que emite un rastro de estiércol que a veces cubre una distancia de hasta tres acres, que al contacto quema a los perseguidores como una especie de fuego.

La popularidad de la Naturalis Historia en la Edad Media llevó a la inclusión del bonnacon en los bestiarios medievales. En la tradición del Physiologus, los bestiarios a menudo atribuyen lecciones morales y escriturales a las descripciones de los animales, pero el bonnacon no obtuvo ese significado simbólico. Las ilustraciones manuscritas de la criatura pueden haber servido como fuente de humor, derivadas tanto de la reacción de los cazadores como del acto de defecación. El Bestiario de Aberdeen describe a la criatura usando un lenguaje similar al de Plinio, aunque la ubicación de la bestia se traslada de Peonia a Asia:

En Asia se encuentra un animal que los hombres llaman bonnacon. Tiene la cabeza de un toro, y luego todo su cuerpo es del tamaño de un toro con el cuello de un caballo. Sus cuernos están enredados, retorciéndose sobre sí mismos de tal manera que si alguien se topa con él, no sufre daños. Pero la protección que su frente niega a este monstruo está provista por sus entrañas. Porque cuando se da vuelta para huir, descarga humos del excremento de su vientre en una distancia de tres acres, cuyo calor enciende todo lo que toca. De esta manera, expulsa a sus perseguidores con su excremento dañino.

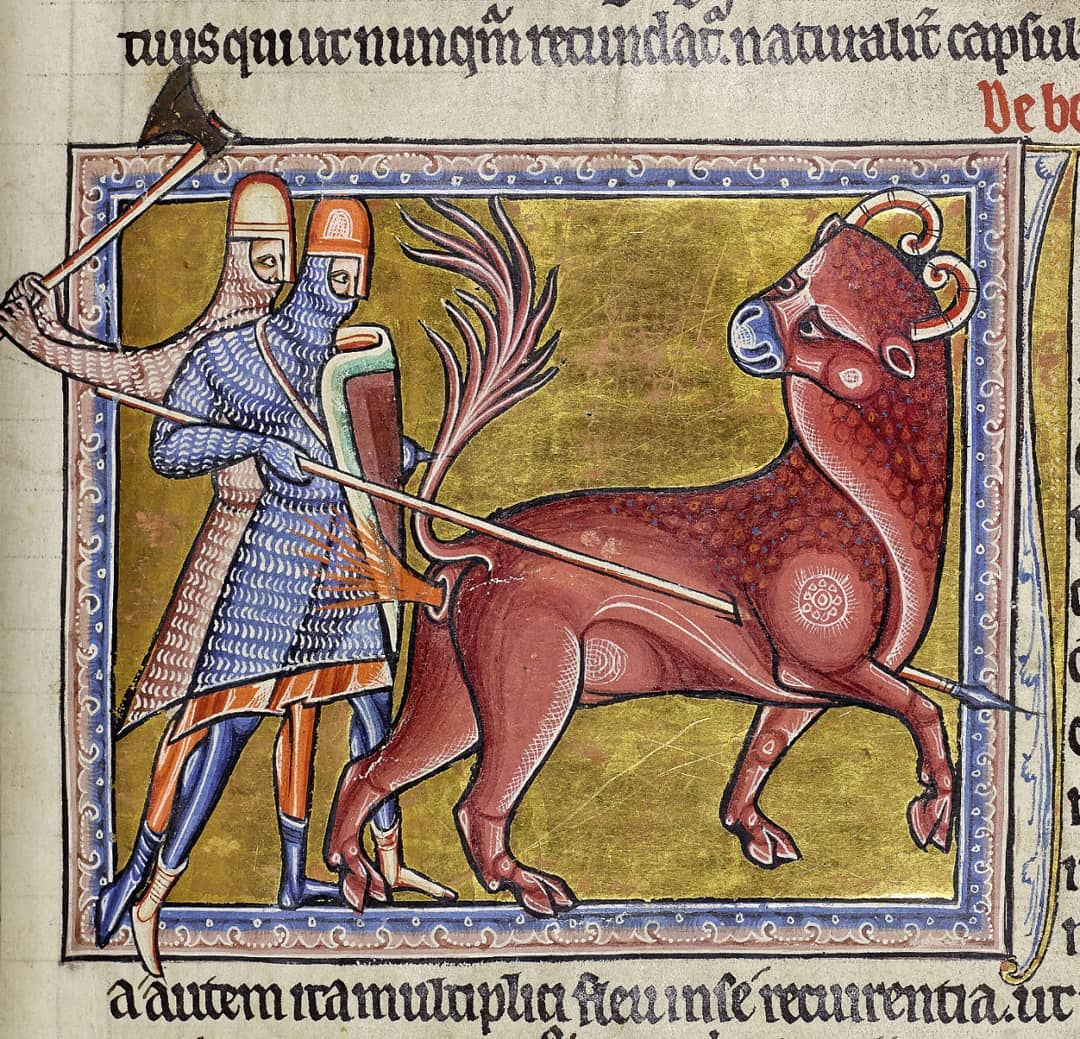
Bonnacon atacando a unos guerreros.

El bonnacon también se menciona en la vida de Santa Marta en la Leyenda Dorada, una obra hagiográfica del siglo XIII de Jacobus de Voragine. En la historia, Santa Marta se encuentra y doma al Tarasque, una criatura legendaria parecida a un dragón que se dice que es la descendencia del bíblico Leviatán y el bonnacon. En esta cuenta, se dice que el bonnacon (aquí: bonacho u onacho) se originó en Galacia.